# Mount Briar
Mount Briar – jednostka osadnicza w Stanach Zjednoczonych, w stanie Maryland, w hrabstwie Washington.